# Maternité Notre-Dame de Bon Secours (Paris)
Ne doit pas être confondu avec Hôpital Notre-Dame-de-Bon-Secours (Metz).
Pour les articles homonymes, voir Notre-Dame-de-Bon-Secours.
La maternité Notre-Dame-de-Bon-Secours est une maternité privée associée au Groupe hospitalier Paris Saint-Joseph. Elle est située à Paris dans le 14e arrondissement au 185, rue Raymond-Losserand.
Cet établissement de santé spécialisé a fusionné en 2006, en même temps que l'hôpital Saint-Michel de Paris (fondé en 1888), avec l'hôpital Saint-Joseph (1885) avec lesquels il est désormais réuni sous la dénomination sociale : Groupe hospitalier Paris Saint-Joseph. À la suite de cette fusion, les services de la maternité Notre-Dame-de-Bon-Secours ont quitté en 2011 leur site historique (66, rue des Plantes et nos 2 à 20 de la rue Giordano-Bruno) pour intégrer leurs nouvelles installations établies dans l'enceinte de l'hôpital Saint-Joseph (rue Raymond-Losserand).
En 2018, le « site de Bon-Secours » de la rue des Plantes est en vente.

## Services
- Un service de néonatalogie,
- un service obstétrique,
- une maternité.

## Historique
La maternité Notre-Dame de Bon Secours et l'Association Notre-Dame de Bon Secours (1887, reconnue d'utilité publique en 1926) trouvent leur origine commune dans une maison de retraite pour femmes fondée en 1873 par Pierre-Alfred-Marie Carton, dit l'abbé Carton, curé de la paroisse de Saint-Pierre de Montrouge de 1868 à 1887.

### Asile Notre-Dame de Bon-Secours (1873)
L'abbé Carton officiait au Petit-Montrouge, un ancien écart de la commune de Montrouge annexé à Paris en 1860, à l'église Saint-Pierre, récemment construite sur le côté nord du carrefour des Quatre-chemins. Il accueillait habituellement plusieurs vieillards dans son propre logement, situé à proximité, au no 93 de l'ancienne avenue d'Orléans. Comme leur nombre ne cessa de croître, il décida d'employer l'héritage d'une somme de 20 000 francs à la fondation d'un « asile », désignant ainsi, dans le langage courant de l'époque, une maison d'accueil pour des personnes âgées. A cette fin, il fit en 1873 l'acquisition d'un pavillon situé derrière le chevet de l'église, au 9, passage Rimbaut, assez grand pour loger une quinzaine de pensionnaires (exclusivement féminines) et fit appel à trois Sœurs de Sainte-Marie pour les soigner.

### Hospice et hôpital Notre-Dame de Bon Secours
La maison de l'asile du passage Rimbaut s'avérant bientôt trop petite, l'abbé Carton acquit en 1878 au 66, rue des Plantes un terrain de 15 000 m2. Avec l'aide de généreux paroissiens, il y implanta  un nouvel hospice auquel fut adjoint un hôpital en 1880. Le nombre de pensionnaires de l'hospice s'élevait à 54 en 1881.
Pierre-Alfred-Marie Carton, dit l'abbé Carton, mourut le 5 avril 1887 à l'âge de 72 ans et fut inhumé au cimetière du Montparnasse. Il légua sa fondation, constituée de l'hospice, de l'hôpital dont les bâtiments n'étaient pas entièrement achevés et de 300 000 francs de dettes à François Richard de La Vergne (1819-1908), archevêque de Paris (1886), auquel il laissa le soin de poursuivre les travaux et d'équilibrer les finances, ce qui sera fait grâce au legs de la richissime et généreuse bienfaitrice Marguerite Boucicaut († décembre 1887). Cette même année, les Sœurs augustines de Notre-Dame de Paris fondent l'Association Notre-Dame de Bon Secours pour la gestion de l'asile qui leur avait été confiée par l'abbé Carton.